# カリフォルニア・トレジャー
『カリフォルニア・トレジャー』（原題: King of California）は、2007年にアメリカで製作されたマイケル・ダグラス主演のコメディ映画である。監督・脚本のマイク・ケイヒルにとっては、この作品がデビューとなる

## 概要
ポール・ジアマッティ、トーマス・ヘイデン・チャーチ出演のロードムービー『サイドウェイ』で監督を務めたアレクサンダー・ペインが製作を務めた本作は、カリフォルニア州を舞台に宝探しに熱中する自分勝手な父親と娘を描いたコメディ映画である。他の宝探し映画とは違い、ごく身近な大手ショッピングセンターのコストコの地下に宝が眠っているという発想など非常にユーモラスな作品になっている。宝探しに没頭するやや自分勝手な父親にアカデミー賞俳優のマイケル・ダグラス。そんな父親に翻弄される一人娘を若手女優エヴァン・レイチェル・ウッドが演じる。
日本では、劇場未公開に終わりDVDでの発売がされたが、普通に劇場公開されてもいいくらいクオリティの高い仕上がりになっている。また原題は『キング・オブ・カリフォルニア』というタイトルだが、以前にヒットしたアドベンチャー映画でニコラス・ケイジ主演の『ナショナル・トレジャー』の題を真似ている。しかしそのタイトルやDVDのパッケージから想像するアドベンチャーものとはいい意味でかけ離れたイメージで、親子愛に焦点を当てたミニシアター系の作品である。

## あらすじ
カリフォルニア州の郊外住宅街に1人で住む高校生のミランダ（エヴァン・レイチェル・ウッド）。しかし高校生とは言えども、“手タレ”の母親はだいぶ前に家を出ていき、父親のチャーリー（マイケル・ダグラス）も精神病院へ入院していたために高校はとうの昔に中退。ファーストフード店のマクドナルドでアルバイトをしながら生計を立てる日々を送っていた。だがそんなある日、チャーリーは病院から退院して、再びミランダと住むことになる。病院から戻ったチャーリーはしばらくして何かに取り憑かれたかのようにあることをミランダに告げる。それは、かつてスペインから移住してきた神父が、カリフォルニアの広大な土地のどこかに大量の金貨を埋めたというのだ。それはスペイン王の財宝で、それを見つければ大金持ちになれると張り切るチャーリー。しかし、ただでさえ家にお金はなく、現実的に考えてもそんな夢物語があるわけがないと、ミランダはそんな父親を憐みの目で見つめた。
だが精神病院へ入院中に様々な参考文献に目を通したと言い張る父親の熱い熱意に賛同して次第にミランダも宝探しを手伝い始める。そしてとうとう、大手郊外型ショッピング・センターのコストコの地下にその財宝が眠っていることを突き止める2人だったのだが…。

## キャスト
| 役名       | 俳優                         | 日本語吹替 |
| ---------- | ---------------------------- | ---------- |
| チャーリー | マイケル・ダグラス           | 小川真司   |
| ミランダ   | エヴァン・レイチェル・ウッド | 田中理恵   |
| ペッパー   | ウィリス・バークスⅡ世        | 藤本譲     |
| リタ       | ローラ・カチャーグス         |            |
| ダグ       | ポール・リーバー             | 佐々木睦   |
| ケリー     | キャスリーン・ウィルホイト   | 竹村叔子   |

- その他の声の吹き替え：ちふゆ／河本邦弘／芦澤孝臣／高梁碧／染谷麻衣／中塚玲

## スタッフ
- 監督：マイク・ケイヒル
- 製作：アレクサンダー・ペイン、マイケル・ロンドン、ほか
- 脚本：マイク・ケイヒル
- 音楽：デイヴィッド・ロビンス
- 撮影：ジェームズ・ウィテカー
- 編集：グレン・ガーランド